# Lanmodez
Lanmodez település Franciaországban, Côtes-d’Armor megyében. Lakosainak száma 400 fő (2022. január 1.). Lanmodez Lézardrieux, Pleubian és Pleumeur-Gautier községekkel határos.

## Népesség
A település népességének változása:
| Lakosok száma | 418  | 392  | 392  | 420  | 444  | 428  | 417  | 404  | 402  | 400  |
|               | 1968 | 1982 | 1990 | 2006 | 2013 | 2015 | 2017 | 2019 | 2020 | 2022 |